# Taizzano
Taizzano è una frazione del comune di Narni, in provincia di Terni.
Secondo i dati del censimento Istat del 2001, è popolato da 339 abitanti  Archiviato il 14 luglio 2014 in Internet Archive..

## Geografia
Il paese si trova su un'altura prospiciente le gole del Nera,che  poco più a valle sfocera' nel Tevere, prendendone i connotati fluviali, da cui si può scorgerne il panorama. Taizzano si trova a 194 m s.l.m.; è in prossimità delle statali Ortana-Tiberina e la SS3 Flaminia.

## Storia
Nel XII secolo risulta essere annoverato tra i castelli le cui rendite sono raccolte dalla Diocesi narnese. Il nome, probabilmente, deriva da Fundus Tatianus. Nel 1229 si ha la notizia che offriva un cero per la festa di san Giovenale, patrono di Narni, confermandone la soggezione: fino al 1600 rimangono tracce di questa devozione.
Nel XV secolo il cardinale Giuliano Della Rovere, futuro papa Giulio II, possedeva un casale in zona.
Allo stato attuale non è possibile trovare tracce visibili del castello o delle sue mura.
La storiografia locale ha spesso accostato alla frazione l'esistenza dello scalo fluviale sul fiume Nera, dovendosi invece ritenere che la struttura citata dalle fonti fosse quella recentemente individuata nei pressi del centro abitato di Stifone. L'equivoco nasceva da un contributo lasciato nel XVI secolo dal gesuita Fulvio Cardoli che suona in questi termini:
(F. Cardoli, "Ex notis Fulvij Carduli S.J. presbyteri Narniensis de Civitatis Narniae, Origine et antiquatibus", in Giovanni Eroli, Miscellanea Storica Narnese, vol. II, 1862)

## Economia e manifestazioni
Il 1º agosto si festeggia il patrono sant'Azio e la festa dura dall'ultima domenica di luglio alla seconda di agosto.

## Monumenti e luoghi d'interesse
- Chiesa dei Santi Maria Annunziata e Silvestro, in cui si custodisce una Madonna del Rosario di Michelangelo Braidi, documentata al 1598,[1] derivata, nell'impaginazione, dalla Madonna della Cintola, attribuita a Simone De Magistris [2] o allo stesso Braidi[3] nella Chiesa di Sant'Agostino di Narni.
- Abbazia di Sant'Angelo in Massa (XI secolo), di cui rimane la chiesa in località Villa Massa. Sorge sui resti di una villa romana e venne ceduta ai benedettini nel 996. L'ingresso è in stile rinascimentale, l'interno a tre navate è sorretto da colonne e archi a tutto sesto. Vi si conserva una tela di Michelangelo Braidi con l'Adorazione dei pastori, firmata e datata 1595.
- Resti della chiesa di S. Martino (X-XII secolo), a breve distanza dal paese: è in stile romanico e l'altare di epoca longobarda è conservato nella biblioteca di San Domenico.
- Cava fossilifera, in località Ripabianca.

## Sport
- Enduro

## Galleria d'immagini

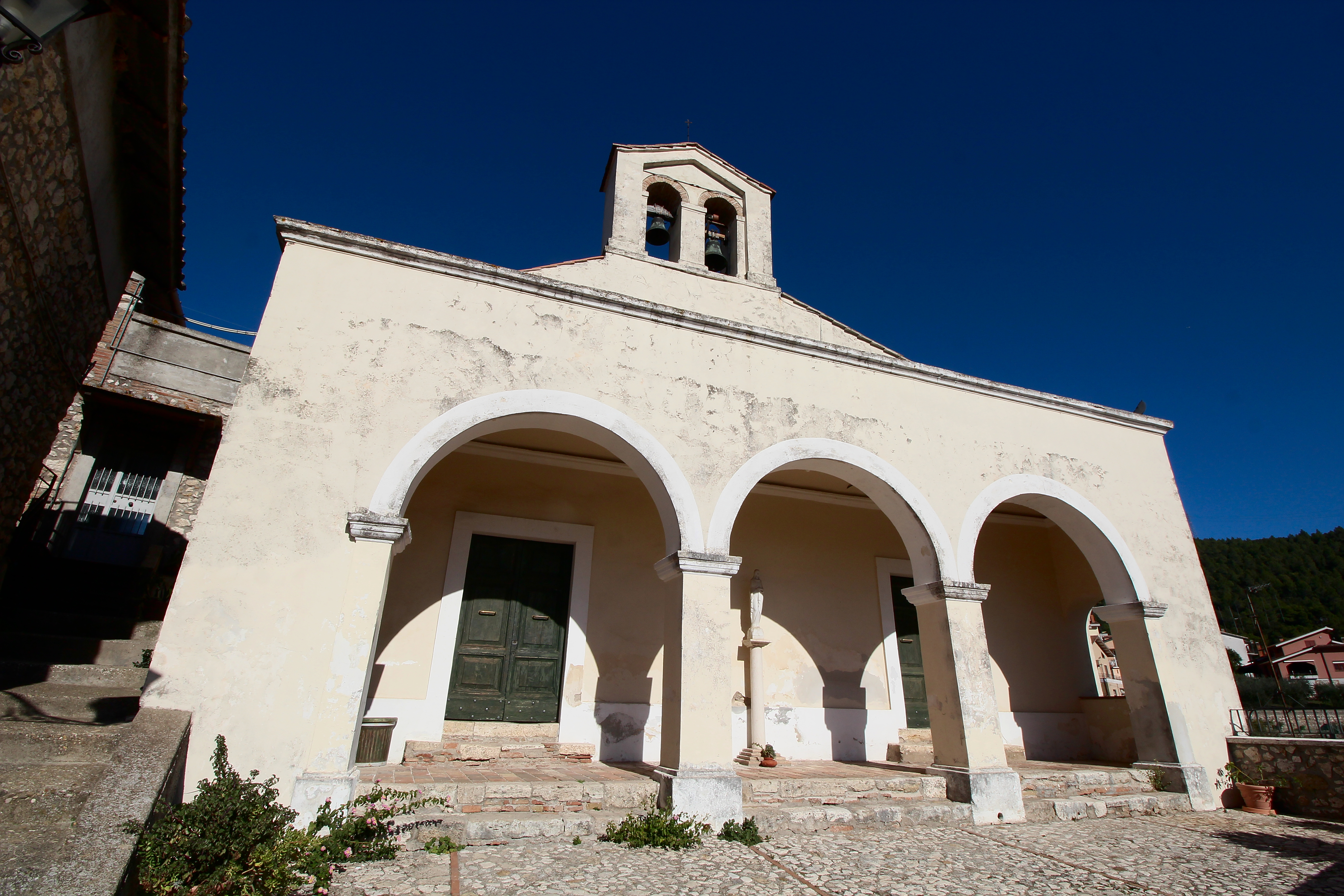
Santi Maria Annunziata e San Silvestro
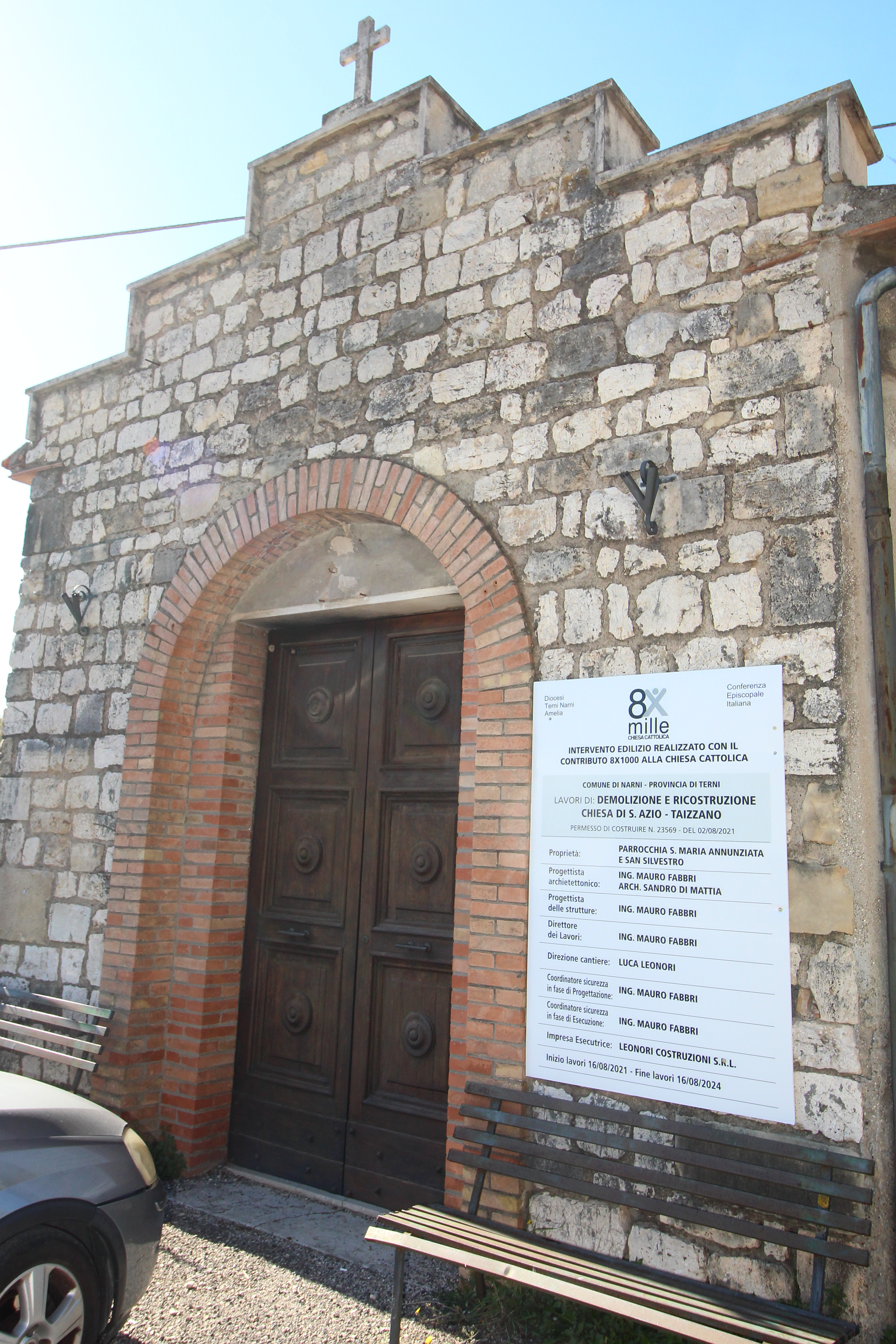
Sant'Azio
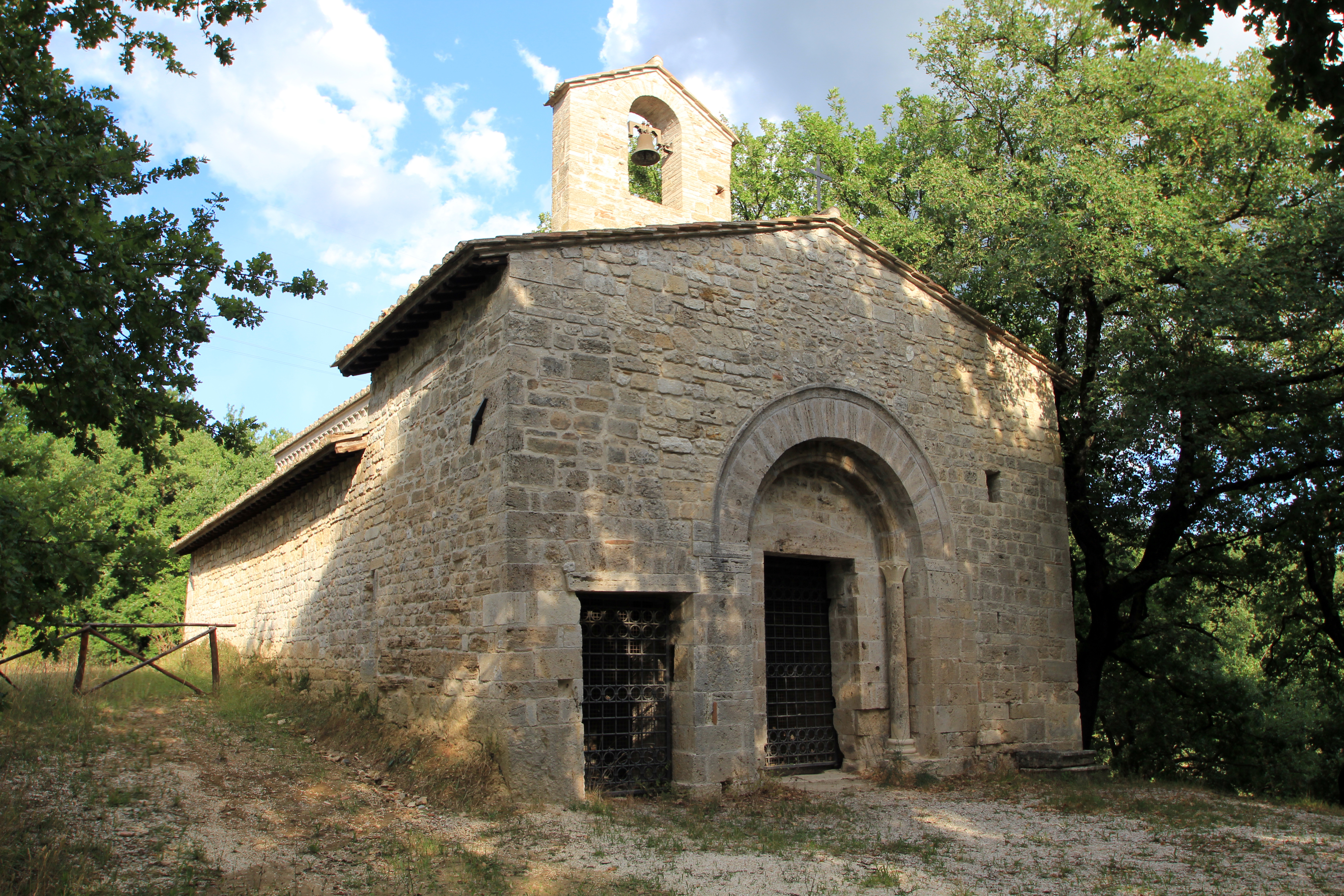
San Martino